# 20 kilometer gång för herrar i friidrott vid olympiska sommarspelen 2024
Herrarnas 20 kilometer gång vid olympiska sommarspelen 2024 avgjordes den 1 augusti 2024 i Paris, Frankrike. 49 idrottare från 25 nationer deltog i tävlingen. Det var 18:e gången grenen fanns med i ett OS och den har funnits med i varje OS sedan 1956. Alla kvalificerade idrottare tävlade direkt i en finaltävling som hölls på Pont d'léna och Champ de Mars vid Eiffeltornet. 

Officiell video på loppets höjdpunkter.

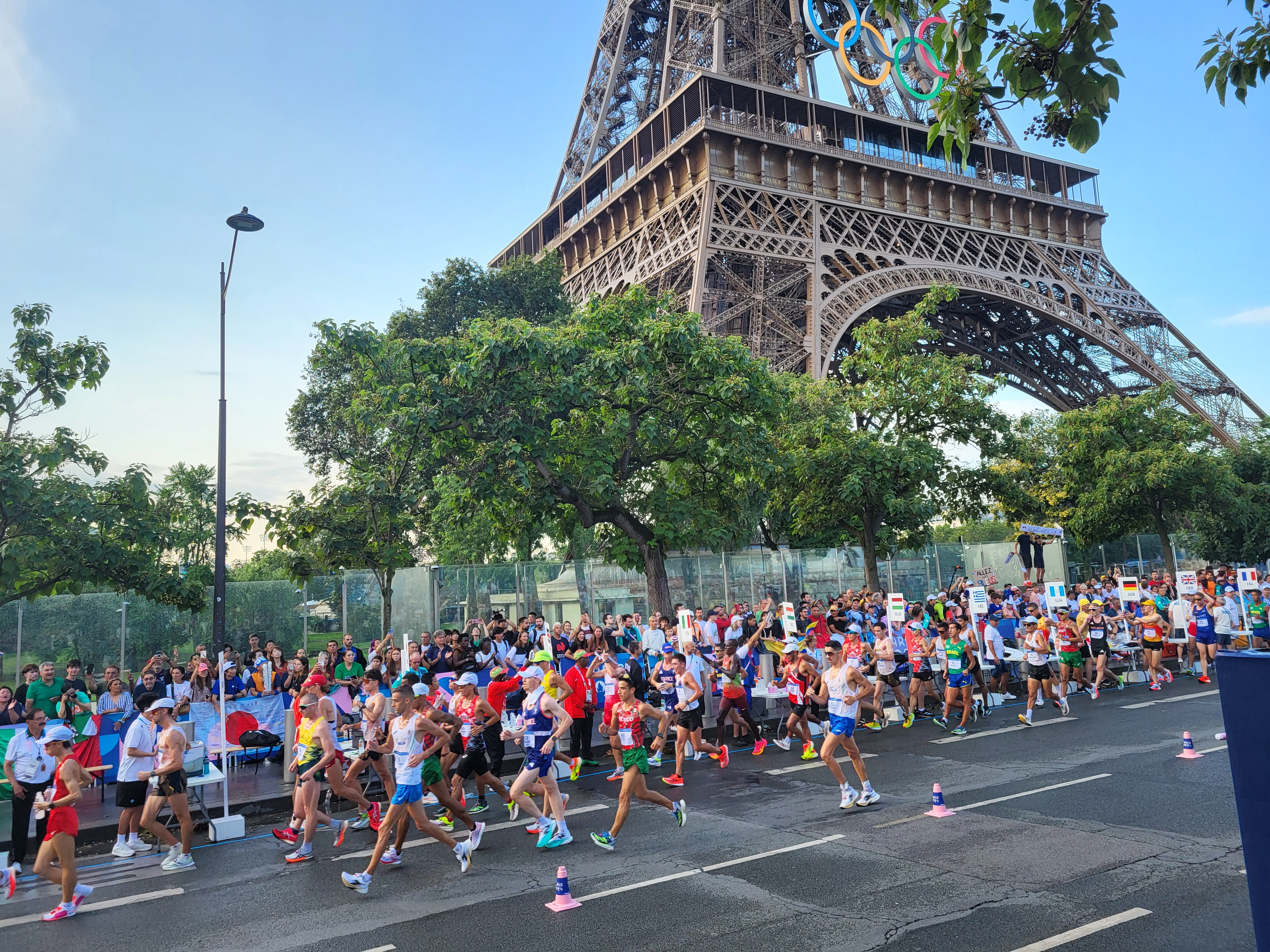
Herrarnas 20 kilometer gång i Paris 2024.

| Spel                 | Guld                  | Silver                | Brons                 |
| Herrarnas 20 km gång | Brian Pintado Ecuador | Caio Bonfim Brasilien | Álvaro Martín Spanien |

## Sammanfattning
Herrarnas gång var den första friidrottsgrenen i detta OS. 
Den återvändande OS-silvermedaljören Koki Ikeda gjorde sig själv till favorit genom att sätta ett nytt personbästa, bara 15 sekunder från landsmannen Yusuke Suzukis nio år gamla världsrekord, vid de japanska nationella mästerskapen i februari. Den återvändande regerande OS-mästaren Massimo Stano hade den tredje snabbaste tiden för säsongen och förlorade vid mållinjen mot Zhang Jun några veckor före OS. Listan över gångidrottarnas formkurvor fick en överraskning i maj när OS-bronsmedaljören Toshikazu Yamanishi, som inte hade kommit med i det japanska laget till OS 2024, ledde mot den dubbla regerande världsmästaren Álvaro Martín, Caio Bonfim och Brian Pintado och till sist slog både Ikeda och Zhang på tävlingen Gran Premio Cantones de A Coruña de Marcha i Spanien.
Den 20 varv långa tävlingen börjde med att Bonfim snabbt tog ledning och stack ifrån de andra, men efter att ha fått två gula kort på kort tid saktade han ner och de andra kom ikapp honom under det andra varvet. Under de kommande varven höll klungan ihop medan fler och fler föll tillbaka. Antalet löpare i klungan gick ner till ett dussin till varv 15. När de gick in på de sista varven dök Stano, Martín, Bonfim, Pintado och Ikeda upp längst fram i klungan. Ikeda var den första att falla tillbaka när varvtiderna sjönk till låga 3:50. Det 18:e varvet gick på 3:45 och de fyra första skilde ut sig, bara Evan Dunfee kunde hänga med några sekunder efter. Ytterligare ett varv på 3:47 och Stano kunde inte hänga med de slutliga medaljörerna. Pintado höjde tempot och separerade sig från de andra två. Hans 3:31 var det snabbaste varvet i tävlingen med tio sekunder. När Pintado ökade farten försökte Bonfim följa med honom och fick ett par steg på Martín som inte lyckades ta in det. Pintado vann guldet med 1:18:55, silvret gick till Bonfim på 1:19:09 och Martín tog bronset två sekunder efter.
Pintados seger kom 28 år efter att Jefferson Pérez vann den första guldmedaljen för Ecuador i samma tävling.

## Kvalificering till OS-grenen
Kvalificeringsperioden för herrarnas 20 kilometer gång var mellan 1 juli 2023 och 30 juni 2024. Idrottarna kunde kvalificera sig till tävlingen, med högst tre idrottare per nation, genom att klara av kvalificeringsstandarden 1:20:10 eller genom sin världsranking i friidrott för denna gren. 48 idrottare kvalificerade sig till tävlingen.

## Schema
Tiden är CET.
| Datum          | Tid  | Omgång |
| -------------- | ---- | ------ |
| 1 augusti 2024 | 8:00 | Final  |

Källa: 

## Rekord
Innan tävlingens start fanns följande rekord:
| Rekord           | Idrottare           | Tid     | Plats                  | Datum          |
| ---------------- | ------------------- | ------- | ---------------------- | -------------- |
| Världsrekord     | Yusuke Suzuki (JPN) | 1:16:36 | Nomi, Japan            | 15 mars 2015   |
| Olympiskt rekord | Chen Ding (CHN)     | 1:18:46 | London, Storbritannien | 4 augusti 2012 |

| Område                                   | Tid          | Idrottare       | Nation     |
| ---------------------------------------- | ------------ | --------------- | ---------- |
| Afrika                                   | 1:18:23      | Samuel Gathimba | Kenya      |
| Asien                                    | 1:16:36 0VR0 | Yusuke Suzuki   | Japan      |
| Europa                                   | 1:17:02      | Yohann Diniz    | Frankrike  |
| Nordamerika, Centralamerika och Karibien | 1:17:46      | Julio Martínez  | Guatemala  |
| Oceanien                                 | 1:17:33      | Nathan Deakes   | Australien |
| Sydamerika                               | 1:17:21      | Jefferson Pérez | Ecuador    |

## Resultat
Noteringarnas förklaring finns längst ner.

### Final
Den här grenen avgjordes i en enda runda.
| Placering | Idrottare               | Nation         | Tid     | Tid efter | Notering   |
| --------- | ----------------------- | -------------- | ------- | --------- | ---------- |
| 1         | Brian Pintado           | Ecuador        | 1:18:55 | —         |            |
| 2         | Caio Bonfim             | Brasilien      | 1:19:09 | +0:14     | ~~         |
| 3         | Álvaro Martín           | Spanien        | 1:19:11 | +0:16     |            |
| 4         | Massimo Stano           | Italien        | 1:19:12 | +0:17     |            |
| 5         | Evan Dunfee             | Kanada         | 1:19:16 | +0:21     |            |
| 6         | Misgana Wakuma          | Etiopien       | 1:19:31 | +0:36     | ~ 0NR0     |
| 7         | Koki Ikeda              | Japan          | 1:19:41 | +0:46     |            |
| 8         | Yuta Koga               | Japan          | 1:19:50 | +0:55     | ~~         |
| 9         | Aurélien Quinion        | Frankrike      | 1:19:56 | +1:01     | 0PB0       |
| 10        | Zhang Jun               | Kina           | 1:19:56 | +1:01     | ~~         |
| 11        | Declan Tingay           | Australien     | 1:19:56 | +1:01     | ~          |
| 12        | Rhydian Cowley          | Australien     | 1:20:04 | +1:09     |            |
| 13        | Noel Chama              | Mexiko         | 1:20:19 | +1:24     |            |
| 14        | Ricardo Ortiz           | Mexiko         | 1:20:27 | +1:32     |            |
| 15        | David Hurtado           | Ecuador        | 1:20:30 | +1:35     |            |
| 16        | Callum Wilkinson        | Storbritannien | 1:20:31 | +1:36     |            |
| 17        | Paul McGrath            | Spanien        | 1:20:32 | +1:37     |            |
| 18        | Ryo Hamanishi           | Japan          | 1:20:33 | +1:38     | ~          |
| 19        | Christopher Linke       | Tyskland       | 1:20:35 | +1:40     |            |
| 20        | Francesco Fortunato     | Italien        | 1:20:38 | +1:43     | ~          |
| 21        | Perseus Karlström       | Sverige        | 1:21:05 | +2:10     |            |
| 22        | Samuel Gathimba         | Kenya          | 1:21:26 | +2:31     | ~          |
| 23        | Leo Köpp                | Tyskland       | 1:21:36 | +2:41     |            |
| 24        | Gabriel Bordier         | Frankrike      | 1:21:40 | +2:45     |            |
| 25        | Jordy Jiménez           | Ecuador        | 1:21:44 | +2:49     |            |
| 26        | Luis Henry Campos       | Peru           | 1:22:00 | +3:05     |            |
| 27        | Artur Brzozowski        | Polen          | 1:22:11 | +3:16     | ~          |
| 28        | Max Batista             | Brasilien      | 1:22:16 | +3:21     | ~          |
| 29        | Maher Ben Hlima         | Polen          | 1:22:34 | +3:39     |            |
| 30        | Vikash Singh            | Indien         | 1:22:36 | +3:41     |            |
| 31        | Li Yandong              | Kina           | 1:22:46 | +3:51     | ~          |
| 32        | Aku Partanen            | Finland        | 1:22:56 | +4:01     | >          |
| 33        | Diego García            | Spanien        | 1:23:10 | +4:15     |            |
| 34        | Dominik Černý           | Slovakien      | 1:23:25 | +4:30     |            |
| 35        | Kyle Swan               | Australien     | 1:23:32 | +4:37     |            |
| 36        | Wang Zhaozhao           | Kina           | 1:23:40 | +4:45     | ~          |
| 37        | Paramjeet Singh Bisht   | Indien         | 1:23:48 | +4:53     | ~          |
| 38        | José Alejandro Barrondo | Guatemala      | 1:24:17 | +5:22     | ~          |
| 39        | Matheus Corrêa          | Brasilien      | 1:24:25 | +5:30     | ~>~        |
| 40        | Ihor Hlavan             | Ukraina        | 1:24:52 | +5:57     | ~>~        |
| 41        | Riccardo Orsoni         | Italien        | 1:25:08 | +6:13     | >          |
| 42        | Choe Byeong-kwang       | Sydkorea       | 1:26:15 | +7:20     | ~          |
| 43        | Érick Barrondo          | Guatemala      | 1:26:19 | +7:24     | ~~~        |
| 44        | Máté Helebrandt         | Ungern         | 1:27:17 | +8:22     | ~~         |
| 45        | Salih Korkmaz           | Turkiet        | 1:29:05 | +10:10    |            |
| 46        | Bence Venyercsán        | Ungern         | 1:29:14 | +10:19    | ~~>        |
| —         | César Rodríguez         | Peru           |         |           | ~~ 0DNF0   |
| —         | Akshdeep Singh          | Indien         |         |           | 0DNF0      |
| —         | José Luis Doctor        | Mexiko         |         |           | ~~~~ 0DSQ0 |
| Källa:    | Källa:                  | Källa:         | Vind:   | Vind:     |            |